# 赫洛蒂夫卡
49°47′24″N 38°5′24″E / 49.79000°N 38.09000°E
赫洛蒂夫卡（烏克蘭語：Глотівка）是位於烏克蘭東部的村莊，由盧甘斯克州斯瓦托韋區的特羅伊茨凱市鎮負責管轄。該村始建於1950年，面積5.4平方公里，海拔高度157米，2001年人口11，人口密度每平方公里2人。